# Detainee Treatment Act
Le Detainee Treatment Act de 2005 (Loi sur le traitement des détenus de 2005)  est une loi américaine qui interdit les traitements inhumains des prisonniers, incluant ceux du camp de Guantanamo et dispose que les interrogatoires militaires doivent se faire en conformité avec le manuel de terrain de l'armée (U.S. Army Field Manual).
Cette loi a été votée en plein débat à la suite des révélations d'abus, en particulier à la suite de l'usage des techniques d'interrogatoire renforcées dans certaines prisons militaires américaines, au cours de la guerre contre le terrorisme. Dans sa déclaration au moment de la signature, le président américain George W. Bush fit un commentaire indiquant qu'il se réservait le droit de renoncer à son application s'il le jugeait nécessaire, en particulier pour protéger le peuple américain,.
La loi interdisait cependant, à cette date, aux détenus de Guantanamo de déposer des requêtes d'habeas corpus, autorisant seulement celles déjà en cours à être poursuivies.